# Konstelacje
Konstelacje – pierwszy singel zespołu PIN z albumu Film o sobie, wydany w 2009 roku.
Przebój był promowany w wybranych rozgłośniach radiowych i telewizyjnych, zajął m.in. 1. miejsce na POPLiście radia RMF FM w notowaniu 1914, 1. pozycję na liście przebojów Top 30 Radia Centrum czy też 5. miejsce na liście Radia Megaluzik. Do utworu nakręcono teledysk.